# Igreja de São João Batista de Gatão
A Igreja de São João Baptista de Gatão é uma igreja de origem românica situada em Gatão, na freguesia de Amarante (São Gonçalo), Madalena, Cepelos e Gatão, no município de Amarante em Portugal.
Em 1944 foi classificada como monumento nacionale está integrada na Rota do Românico.